# Lathropus robustulus
Lathropus robustulus är en skalbaggsart som beskrevs av Thomas Casey 1916. Lathropus robustulus ingår i släktet Lathropus och familjen ritsplattbaggar. Inga underarter finns listade i Catalogue of Life.